# Sonatine voor piano (Weinberg)
Mieczysław Weinberg werkte aan zijn Sonatine voor piano opus 49 gedurende 1950 en 1951.
Hij had toen te maken met strenge controle door de muziekbond, opdat de muziek niet te formalistisch werd. Er moest muziek gemaakt worden die het volk kon begrijpen en  moderniteiten uit de klassieke muziek uit de 20e eeuw werden nauwelijks toegestaan. Zo kwam Weinberg tot deze sonatine (kleine sonate) opus 49. Hij droeg het werkje op aan Dmitri Sjostakovitsj, collega-componist en muzikale en politieke vriend.
De sonatine kent drie delen:
- Allegro leggiero
- Adagietto lugubre (een begrafenismars met doorlopende baslijn)
- Allegretto

In 1978 werkte Weinberg zijn Sonatine om tot een ongenummerde Sonate voor piano. 